# Pornochanchada
Pornochanchada foi um gênero do cinema brasileiro. O termo, fruto das junções das palavras "pornô" com "chanchada", serviu para classificar um tipo de filme que começou a ser produzido na passagem para a década de 1970, que, por uma confluência de fatores econômicos e culturais, em especial com a liberação dos costumes, produziu uma nova tendência no campo cinematográfico no questionamento dos costumes e na exploração do erotismo. Produto cultural tipicamente do Brasil, a pornochanchada teve um grande sucesso comercial no país ao longo da década de 1970, não obstante o baixo custo de suas produções, realizadas principalmente na Boca do Lixo.
O gênero foi bastante influenciado pelas comédias populares italianas, em especial as de teor erótico, pela releitura da tradição carioca da comédia popular urbana e pelo erotismo insinuante dos filmes paulistas do final da década de 1960. Embora tenha sido um rótulo utilizado indiscriminadamente, seja para obras mal-acabadas ou elaboradas, a pornochanchada teve como característica marcante o desenvolvimento de roteiros com ênfase em situações eróticas, malícia e piadas e a prioridade na exibição anatômica feminina, uma fórmula cinematográfica que conquistou rapidamente amplas parcelas do mercado brasileiro. Combinando títulos com duplo sentido, as tramas normalmente se serviram de temas como a virgindade, a conquista amorosa e o adultério, entre outros.
Para muitos de seus críticos, as pornochanchadas eram apelativas, grosseiras e vulgares, e se beneficiaram do grande controle à produção cultural e à informação durante a ditadura militar brasileira. Setores mais conservadores e moralistas da sociedade chegaram a organizar campanhas contra a exibição dos filmes e centenas destes receberam cortes dos censores federais. Outros defenderam o fato de o gênero ter liderado uma fase mercadológica marcante para cinema brasileiro entre meados da década de 1970. Um filme notório do gênero é A Dama do Lotação, que é a quarta maior bilheteria da história do cinema brasileiro, com 6.5 milhões de espectadores. Este gênero (junto com drama erótico) é responsável pela frase "cinema nacional é só putaria".
O desaparecimento da pornochanchada veio no início da década seguinte, tanto por seu esgotamento temático quanto ao sucumbir pela ascensão da pornografia hardcore, que colocou fim aos mais ou menos 15 anos de existência do gênero popular genuinamente brasileiro.

## História

### Primórdios
Segundo a Enciclopédia do Cinema Brasileiro, a pornochanchada teve seu início com as obras "Os paqueras" (de Reginaldo Faria), "Memórias de um gigolô" (de Alberto Pieralisi) e "Adultério à brasileira" (de Pedro Carlos Rovai), filmes realizados no Rio de Janeiro. Entre 1969 e 1972, naquilo que pode ser considerado como a primeira fase de produção do gênero, a pornochanchada contou com a presença de produtores e diretores mais experientes, quando foram produzidas comédias eróticas atentando-se à composição do elenco, à eficiência da direção e à concepção do roteiro (dentre alguns colaboradores, havia autores como Lauro César Muniz e Oduvaldo Viana Filho).

### Ascensão e apogeu

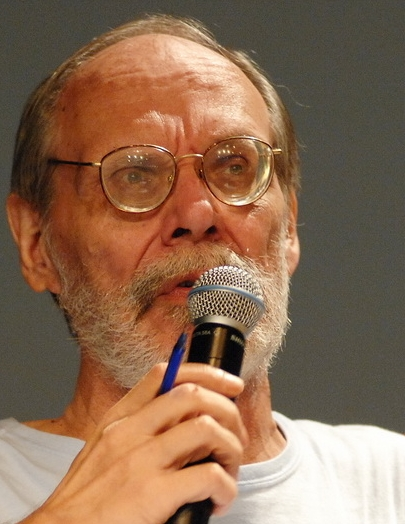
O diretor Carlos Reichenbach especializou-se em produções mais experimentais

Mas foi em um segundo momento que, a partir da região no bairro da Luz, mais especificamente em um local que se convencionou chamar de Boca do Lixo, o gênero ganhou terreno fértil para crescer e se consolidar. Com o surgimento de novos diretores e uma produção considerável e cada vez mais diversificada de filmes, inclusive com algumas obras cujas qualidades podem ser reconhecidas, a pornochanchada representou uma época de ouro em termos de mercado para o cinema nacional entre os anos de 1972 e 1978. Dentre as 25 maiores bilheterias entre 1970 e 1975, nove foram filmes de pornochanchada, encabeçados pelo recordista de bilheteria "A Viúva Virgem" (de Pedro Carlos Rovai).
Nessa fase, dentro da própria pornochanchada afloraram diversos subgêneros, com títulos exploravam o drama, o policial, o terror, o western e até mesmo o experimental, além daqueles que intensificaram seu lado comédia ou erótico. Emergiram a produção de diretores como Carlos Reichenbach, Ody Fraga, Roberto Mauro, Fauzi Mansur, Jean Garret, Cláudio Cunha, José Miziara e Silvio de Abreu, entre outros realizadores, bem como cineastas como os fotógrafos Cláudio Portioli e Antônio Meliande, o montador Eder Mazzini e o roteirista Rajá de Aragão, além das produtoras Servicine (de Alfredo Palácios e A. P. Galante) e Cinedistri (de Osvaldo Massaini).
Graças a capacidade de manter um público suficientemente amplo para sustentar na bilheteria a continuidade do gênero, a pornochanchada proporcionou uma relação harmoniosa entre produtores, distribuidores e grupos exibidores (muitas destes também estavam associados aos produtores), destoando do que ocorreu em períodos anteriores do cinema brasileiro, salvo a era das chanchadas na década de 1950. Emplacou diversos êxitos comerciais no mercado cinematográfico brasileiro, a despeito das parcelas moralistas da sociedade e críticos da censura, escandalizados com seus modos pouco cortês e padrões de gosto duvidoso. Houve diversos pretextos para o desencadeamento de campanhas ruidosas na sociedade civil e no Congresso Nacional, além da Censura Federal ter vetado cenas de centenas de pornochanchadas.
Outros incomodados com a pornochanchada foram as grandes distribuidoras estadunidenses, descontentes com as grandes quantidades de títulos nacionais e a bem-sucedida conquista de fatia do mercado interno. Em termos de ocupação de mercado nacional, os filmes brasileiros chegaram a participar com 30% dos ingressos
vendidos no país, o que correspondia a algo em torno de 120 milhões de bilhetes.
Capitaneados pela Boca do Lixo, que foi responsável por cerca de 2/3 dos títulos brasileiros produzidos em média anualmente na década de 1970, a pornochanchada teve a proeza de construir uma espécie de star system brasileiro, modesto mas dinâmico, mesmo sem contar com a força de esquemas publicitários e das redes de televisão, que revelou atrizes como Nicole Puzzi, Zaira Bueno, Vera Fischer, Matilde Mastrangi, Helena Ramos, Aldine Muller, Sandra Barsotti, Meire Vieira, Arlete Moreira, Adele Fátima, Monique Lafond, Zilda Mayo e Alba Valéria ou seduziu as já conhecidas Sandra Brea, Sônia Braga, Rossana Ghessa, Kate Lyra, Selma Egrei, Márcia Rodrigues, Maria Lúcia Dahl, Adriana Prieto, Lucélia Santos, Nádia Lippi, Christiane Torloni, Lídia Brondi, e até Ira de Furstenberg. Dentre os atores, o maior nome do gênero foi David Cardoso, que foi também um produtor competente.

### Declínio e fim
No começo da década de 1980, a pornochanchada já mostrava sinais de esgotamento estético e econômico. Sua decadência como gênero cinematográfico coincidiu com a crise econômica que atingiu o Brasil naquele período, afetando drasticamente na queda de público, fosse para o filme nacional ou o estrangeiro, nas salas de cinema do país.
Paralelamente, com a tomada pelo cinema hardcore dos Estados Unidos do mercado brasileiro que pertencia às pornochanchadas. Com a competição estrangeira, os produtores brasileiros hesitaram mas aderiram à realização de filmes de sexo explícito, que teve como marco "Coisas eróticas" (de Raffaele Rossi). O sucesso do primeiro pornô nacional, cuja audiência superou a faixa de 4 milhões de espectadores no Brasil, deu fôlego para a realização de novas produções nacionais. Alguns profissionais da Boca do lixo associaram-se à onda hardcore brasileira, embora sob pseudônimos, como Alfredo Sternheim, Álvaro Moya, Antônio Meliande, David Cardoso, Fauzi Mansur, José Mojica Marins, Ody Fraga, entre outros. Já a maioria das atrizes da pornochanchada mais conhecidas pelo público recusou-se a participar dos filmes hardcore, e as poucas que toparam foram “dubladas” nas cenas de sexo explícito.
Com produção de custo mais baixo e pior qualidade que a pornochanchada, os filmes de sexo explícito dominaram vasta porção do mercado, tendo uma produção considerável para os padrões nacionais, marcando uma última etapa de produção cinematográfica da Boca do Lixo e o fim melancólico da pornochanchada.